# 內聯陞
內聯陞（北京內聯陞鞋业有限公司）是中华老字号，从事手工布鞋行业，始建于清朝咸丰三年（1853年），创始人是天津武清县人赵廷。內聯陞现位于北京市前门大栅栏，主要生产经营千层底布鞋，目前有销售网点200多个。
內聯陞最初制作朝靴，鞋底厚度为32层。其特色产品千层底鞋底每平方寸用麻绳纳81-100针。

## 命名
“內聯陞”中，“内”值大内宫廷，“聯陞”寓意顾客穿上此店制作的朝靴可在朝廷官运亨通连升三级。

## 历史
1853年内聯陞创建于东江米巷（现东交民巷）。
1900年因八国联军入侵，东江米巷被焚，内聯陞亦被毁，后几经努力最终于1910年在奶子府重新开业。
两年后袁世凯北京兵变，内聯陞被抢劫一空，创始人赵廷亦因此去世，其子赵云书将内聯陞搬到廊房头条，并在北火扇胡同设厂。
1956年开始公私合营，内聯陞又迁至到大栅栏。
2001年完成股份制改造，企业性质为有限责任公司。